# Indianspegel
Indianspegel (Triodanis perfoliata) är en klockväxtart som först beskrevs av Carl von Linné, och fick sitt nu gällande namn av Julius Aloysius Arthur Nieuwland. Enligt Catalogue of Life ingår Indianspegel i släktet indianspeglar och familjen klockväxter, men enligt Dyntaxa är tillhörigheten istället släktet indianspeglar och familjen klockväxter. Arten har ej påträffats i Sverige.

## Underarter
Arten delas in i följande underarter:
- T. p. biflora
- T. p. perfoliata

## Bildgalleri

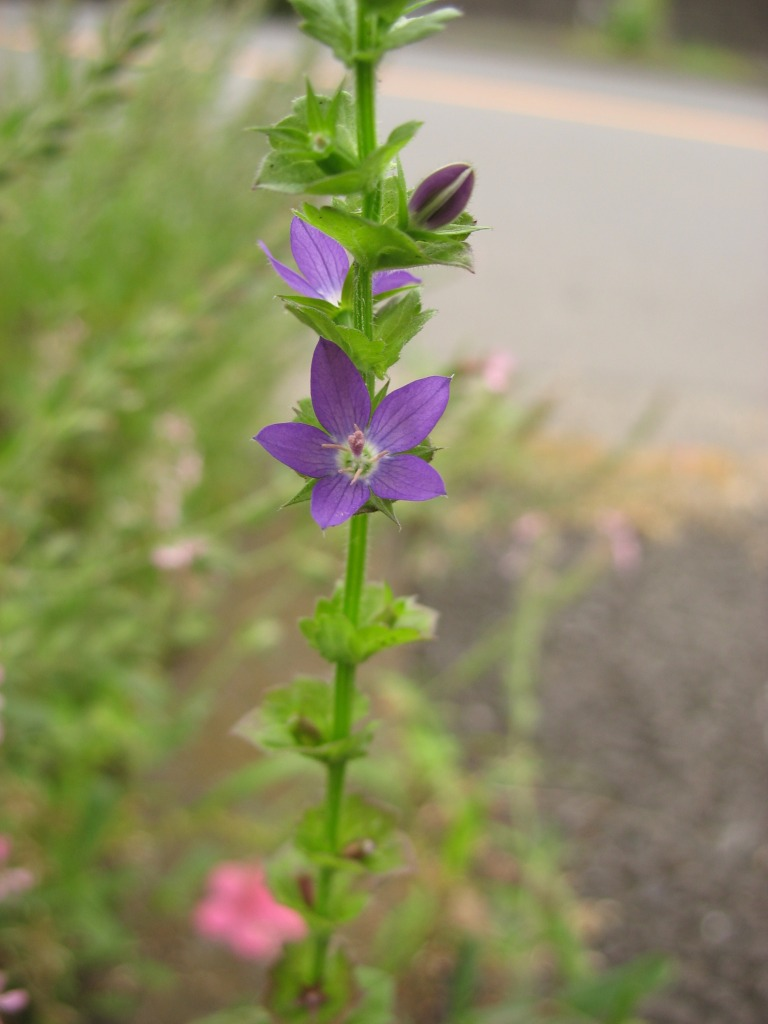
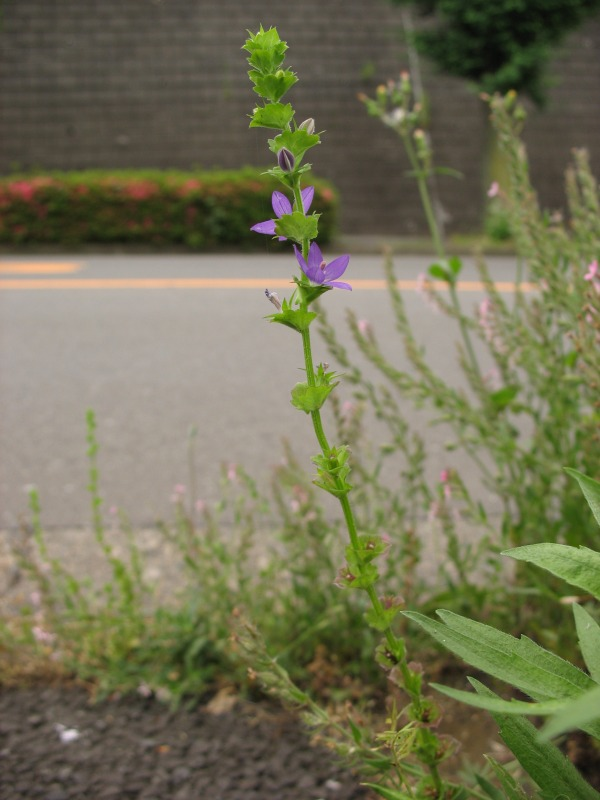